# 李斯特山
71°29′S 72°0′W / 71.483°S 72.000°W
李斯特山（英語：Mount Liszt）是南極洲的山峰，位於亞歷山大一世島的貝多芬半島，處於格里格山東北面9公里，海拔高度約600米，以匈牙利作曲家李斯特·费伦茨命名。